# Ossaea secundiflora
Ossaea secundiflora är en tvåhjärtbladig växtart som beskrevs av Célestin Alfred Cogniaux. Ossaea secundiflora ingår i släktet Ossaea och familjen Melastomataceae. Inga underarter finns listade i Catalogue of Life.